# Garance Thénault
Pour les articles homonymes, voir Thénault.
Garance Thénault est une actrice française de cinéma et de télévision.

## Biographie

### Formation
Garance Thénault est une « comédienne formée à la célèbre école de théâtre Jean-Périmony à Paris »,.

### Carrière
Garance Thénault fait ses débuts devant la caméra en 2007 dans une émission de jeux vidéo du nom de Jeuxactu.
De 2016 à 2019, elle interprète des rôles ponctuels dans plusieurs séries télévisées françaises notables comme Nina,,,,.
À partir de 2017, elle apparaît dans des téléfilms policiers. On peut ainsi la voir dans Crime dans les Alpilles, téléfilm de Claude-Michel Rome, dans Meurtres à Belle-Île, de Marwen Abdallah ainsi que dans Meurtres à Colmar, de Klaus Biedermann,,,,,,.
En 2019 et 2021, Garance Thénault tient à plusieurs reprises le rôle du lieutenant Gaëlle Mareski aux côtés du commissaire divisionnaire Damien Roche interprété par Philippe Caroit dans la série policière Crimes parfaits,,,,,.
En 2021, elle tient la vedette dans la mini-série Jugée coupable, réalisée par Gregory Ecale et écrite par Franck Ollivier, où elle joue le double rôle de Lola Brémont et de sa mère, Manon Jouve, assassinée 25 ans plus tôt en Bretagne, un crime terrible qui a terriblement marqué la région et « continue à hanter les habitants »,,,,,,. Ce polar en six épisodes de 52 minutes est une coproduction entre FR3 et la RTBF, qui met également en scène Aurélie Vaneck, Élodie Frenck et Vincent Winterhalter,.

## Filmographie

### Télévision

#### Séries télévisées
- 2017 : Engrenages (saison 6, épisode 4) : Armelle Bihon
- 2017 : La Mante (épisode 2) : la journaliste
- 2017 : Candice Renoir (saison 5, épisode 5) : Pauline Magnier
- 2017 : Mongeville (épisode 13) : Clara
- 2018 : Au-Delà des Apparences (saison 1, épisode 6) : une actrice de sit-com[21]
- 2018 : Cherif (saison 5, épisode 4) : Eva Rossi
- 2019 : Profilage (saison 9, épisode 10) : Jade Baron
- 2019 : Crimes parfaits (saison 2, épisodes 9 et 10) : lieutenant Gaëlle Mareski
- 2019 : Nina (saison 5, épisode 11) : Solène
- 2021 : Crimes parfaits (saison 3, épisodes 7 et 8) : lieutenant Gaëlle Mareski
- 2021 : Jugée coupable (saison 1) : Lola Brémont / Manon Jouve
- 2022 : L'Art du crime (saison 5, épisode 1) : Camille Claudel
- 2022 : Alice Nevers (saison 19, dernier épisode Cavalcades) : Wendy Bonneville

#### Téléfilms
- 2017 : Crime dans les Alpilles, téléfilm de Claude-Michel Rome : Laetitia Vendroux
- 2019 : Meurtres à Belle-Île, téléfilm de  Marwen Abdallah : Anna Blain
- 2019 : Meurtres à Colmar, téléfilm de Klaus Biedermann : Anaïs Lacombe
- 2021 : Mauvaises graines, téléfilm de Thierry Petit : Elena Chevallier[22]
- 2023 : Les Mystères de la marée, téléfilm de Lorenzo Gabriele : capitaine de gendarmerie Sarah Meunier
- 2023 : Meurtres sur la côte bleue de Marjolaine De Lécluse : Chloé Soldani
- 2026 : Les Trois Brestoises de Stéphane Kappes : Élodie Quille

#### Documentaire
- 2018 : Secrets d'histoire Joséphine, l'atout irrésistible de Napoléon (saison 12, épisode 116) : Joséphine de Beauharnais

### Cinéma

#### Longs métrages
- 2016 : L'Embarras du choix de Eric Lavaine

#### Courts métrages
- 2011 : Fallen de Elie Arki
- 2015 : Véra de Vadim Alsayed
- 2018 : Dram de Elie-G. Abécéra
- 2019 : L'Amazone de Alexandra Naoum
- 2020 : Ride Sally Ride de Julien Hosmalin

### Clips
- 2015 : Ignition de Jabberwocky
- 2016 : For the Worst de Wax Tailor
- 2016 : Il faut qu'on se batte de Gérald de Palmas
- 2020 : Noir et blanc de Florent Pagny

## Théâtre
- 2015 : L'Ours de Anton Tchekhov, mise en scène J-P. Leroux
- 2015 : La demande en mariage de Anton Tchekhov, mise en scène J-P. Leroux

Internet
- de 2007 à 2012 : l'émission Jeuxactu sur le site Jeuxactu.com, puis NT1, RTL9 et AB3

## Doublage

### Cinéma

#### Films
- Sofia Carson dans :
  - Carry-On (2024) : Nora Parisi
  - My Oxford Year (2025) : Anna De La Vega
- 1998[n 1] : He Got Game : Lynn (Kim Director)
- 2015 : Chair de poule, le film : l'officier Brooks (Amanda Lund)
- 2017 : Phantom Thread : la princesse Mona Braganza (Lujza Richter)
- 2019 : Le Défi du champion : Alessia (Ludovica Martino)
- 2019 : Parasite : Yeon-gyo (Cho Yeo-jeong)
- 2020 : La Voix du succès : Maggie Sherwoode (Dakota Johnson)
- 2021 : American Nightmare 5 : Sans Limites : Mme Hardin (Susie Abromeit)
- 2022 : Spiderhead : Emma (BeBe Bettencourt)
- 2022 : Elvis : Priscilla Presley (Olivia DeJonge)
- 2022 : Vesper Chronicles : Camellia (Rosy McEwen)
- 2022 : Amour entre adultes : ? (?)
- 2022 : Du sang sur la forêt : Karin Baumann (Anja Schneider)
- 2022 : Deux visages pour une mère (de) : Lena (Laina Schwarz (de))
- 2022 : RIPD 2 : Le Réveil des damnés : Hano (Kerry Knuppe)
- 2023 : En eaux (très) troubles : Curtis (Whoopie Van Raam)
- 2023 : Blue Beetle : Jenny Kord (Bruna Marquezine)
- 2023 : Les enfants sont bizarres : Ellie Huerta (Amanda Crew)

### Télévision

#### Téléfilms
- 2022 : Il faut sauver la boutique de Noël : Stephanie (Lara Amersey)
- 2023 : Le jeu fatal de mon amant : Sonja Richards (Chelsea Gilligan)

#### Séries télévisées
- Riki Lindhome dans :
  - Roar (2022) : Lil (épisode 5)
  - Grace et Frankie (2022) : Missy Pachangas (saison 7, épisodes 9 et 10)
- 2017 : Camping Paradis (S9E2) : Céline
- 2018 : Mom : Marla (Mary Faber (en)) (saison 5, épisode 20)
- 2019 : My Life Is Murder : Chloe Angel / Clairvoyant (Jane Harber (en)) (saison 1, épisode 9)
- 2019 : Apache : La Vie de Carlos Tévez (es) : Adriana (Vanesa González (es)) (8 épisodes)
- 2020 : Love Life : Kate (Maureen Sebastian) (saison 1, épisodes 1 et 2)
- 2020-2021 : Les Astronautes : ? ( ? )
- depuis 2020 : The Great : Marial (Phoebe Fox)
- 2021 : Cowboy Bebop : Julia (Elena Satine)
- 2022 : Alma : Diana (Maria Caballero)
- 2022 : Players (en) : Gabriella « Letigress » Devia-Allen (Gabriella Devia-Allen)
- 2022 : Mood : Esmeralda (Sai Bennett (en)) (mini-série)
- 2022 : Copenhagen Cowboy : Miu (Angela Bundalovic)
- 2022 : Five Days at Memorial : Diane Bobichaux (Julie Ann Emery) (mini-série)
- 2022 : SEAL Team : Cervantès (Catherine Lidstone) (saison 6, épisodes 4, 5 et 8)
- 2022 : Mo : Maria (Teresa Ruiz)
- 2022 : Maldivas (pt) : Liz (Bruna Marquezine) (7 épisodes)
- depuis 2022 : Hartley, cœurs à vif : Harper McLean (Asher Yasbincek (en))
- 2023 : Shahmeran : Hare (Nilay Erdönmez (tr))
- 2023 : Florida Man : Dori (Li Jun Li)
- 2023 : Signe astrologique : Vierge : Flora (Olivia Washington) (7 épisodes)
- 2023 : Mon cosmonaute : Karoline Borowska adulte (Anna Cieślak)
- 2023 : Fubar : Tina (Aparna Brielle)
- 2023 : Gangs of Oslo : Sissel (Karin Klouman) (5 épisodes)
- 2023 : Une famille presque normale (sv) : ? (?) (mini-série)
- 2023 : 1670 (en) : Aniela Adamczewski (Martyna Byczkowska)
- 2025 : Black Mirror : Verity (Rosy McEwen) (saison 7, épisode 2)

#### Séries d'animation
- 2019 : Carole and Tuesday : Crystal
- 2022 : Exception (en) : Nina
- 2023 : Edens Zero : Hawley
- 2023 : The Ancient Magus Bride : voix additionnelles (saison 2)
- 2023 : Pluto : la femme de Robby
- 2024 : Tokyo Override : Leuji